# كورت هاسي
كورت هاسي (بالألمانية: Curt Haase)‏ هو عسكري وضابط ألماني، ولد في 15 ديسمبر 1881 في باد هونيف في ألمانيا، وتوفي في 9 فبراير 1943 في Grunewald (locality) ‏ في ألمانيا بسبب نوبة قلبية.